# Salmo 32

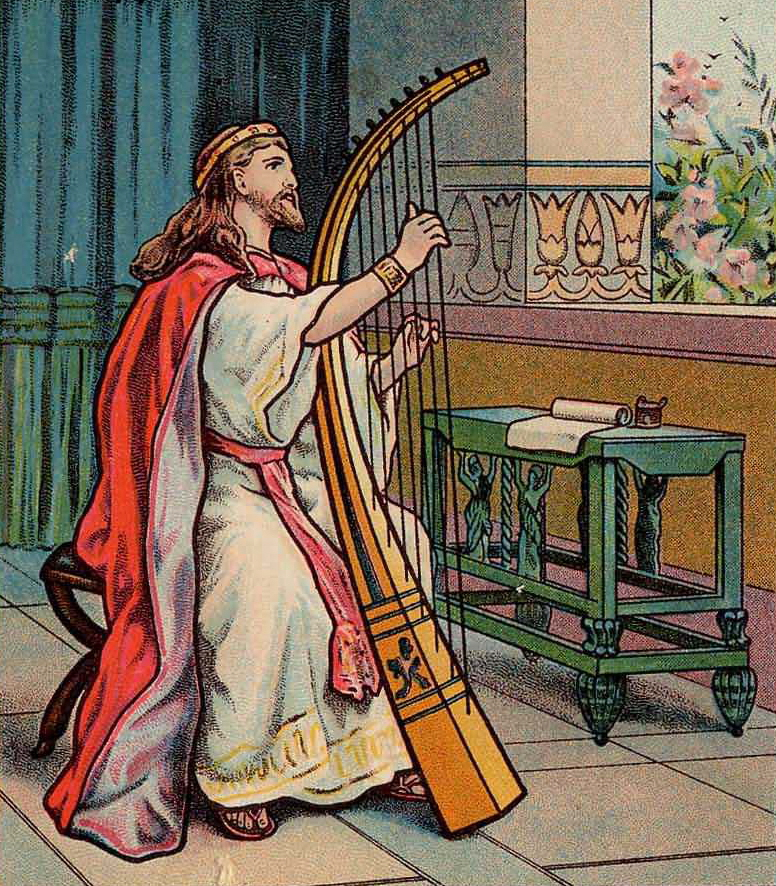
La gioia di Davide per essere stato perdonato. Illustrazione di una bibbia statunitense del 1903.

Il salmo 32 (31 secondo la numerazione greca) costituisce il trentaduesimo capitolo del Libro dei salmi.
È tradizionalmente attribuito al re Davide e appartiene al novero dei salmi penitenziali. È utilizzato dalla Chiesa cattolica nella liturgia delle ore.